# كوسكي تاكيوشي (لاعب كرة سلة)
كوسكي تاكيوشي (مواليد 29 يناير 1985) هو لاعب كرة سلة ياباني. يبلغ طوله 6 أقدام و9 بوصات (2.1 متر).

## وصلات خارجية
- كوسكي تاكيوشي (لاعب كرة سلة) على موقع الاتحاد الدولي لكرة السلة (الإنجليزية)
- كوسكي تاكيوشي (لاعب كرة سلة) على موقع دوري كرة السلة الياباني للمحترفين (اليابانية)
- كوسكي تاكيوشي (لاعب كرة سلة) على موقع كرة السلة الأوروبية.كوم (الإنجليزية)
- كوسكي تاكيوشي (لاعب كرة سلة) على موقع ريلجم (الإنجليزية)
- كوسكي تاكيوشي (لاعب كرة سلة) على موقع بروبوليرز (الإنجليزية)
- كوسكي تاكيوشي (لاعب كرة سلة) على موقع سبورتس رفرنس (الإنجليزية)